# Rafik Nishánov
Ráfiq Nishonovich Nishónov (en uzbeko: Рафиқ Нишонович Нишонов; en ruso: Ра́фик Ниша́нович Ниша́нов, Ráfik Nishánovich Nishánov; Shahrisabz, 15 de enero de 1926-Ginebra, 11 de enero de 2023) fue un político uzbeko y soviético que se desempeñó como el duodécimo primer secretario del Partido Comunista de la República Socialista Soviética de Uzbekistán.
Nishonov ocupó este cargo durante 17 meses, desde el 12 de enero de 1988 hasta el 23 de junio de 1989. Fue reemplazado fue Islam Karimov. Antes de eso, también se desempeñó como Presidente del Presídium del Sóviet Supremo de la República Socialista Soviética de Uzbekistán entre 1986 y 1988. También fue presidente del Sóviet de Nacionalidades de 1989 a 1991.
De 1970 a 1978 se desempeñó como Embajador Extraordinario y Plenipotenciario en Sri Lanka y Maldivas. Serguéi Lavrov, quien desde 2004 se ha desempeñado como Ministro de Relaciones Exteriores de Rusia, fue su intérprete de cingalés.
Como muchos otros líderes de la República Socialista Soviética de Uzbekistán, se opuso firmemente a permitir el derecho de retorno de los tártaros de Crimea y los reprendió por querer regresar a Crimea, incluso diciendo que los tártaros de Crimea que quieran abandonar la República Socialista Soviética de Uzbekistán deberían encontrar "su lugar" en la lejana Kazán.

## Biografía
Nació en una familia de trabajadores, siendo su abuelo de la ciudad de Shahrisabz. Desde 1942, trabajó como agricultor en una granja colectiva en el distrito de Bostanlyk, en Taskent. Un año después, fue elegido secretario del comité ejecutivo del sóviet de Gazalkent. Entre 1945 y 1950, sirvió al Ejército Soviético. Se unió al PCUS en 1949, y fue jefe del Komsomol en la ciudad de Taskent. En 1959, se graduó del Instituto Pedagógico de Taskent, con título de profesor de historia.
Desde 1951, fue avanzando de jerarquías en el partido, y en 1955 fue jefe del departamento político del Departamento de Bomberos del Ministerio de Asuntos Internos de la RSS de Uzbekistán. Un año después fue primer secretario del partido en el comité del distrito de Oktyabrsky, en la ciudad de Taskent. 
En 1970, inició su carrera como diplomático, como Embajador Extraordinario y Plenipotenciario en Sri Lanka y simultáneamente en Maldivas, donde Serguéi Lavrov (futuro ministro de Relaciones Exteriores de Rusia), trabajó como su asistente e intérprete de cingáles. Desde 1978, fue embajador extraordinario y plenipotenciario de la Unión Soviética en Jordania. Fue además diputado de la XI Convocatoria del Sóviet Supremo de la Unión Soviética, entre 1984 y 1989.  
En 1985, Nishonov regresó a su república natal, donde fue ministro de Asuntos Exteriores regional. Entre 1986 y 1988, fue presidente del presídium del Sóviet Supremo de la República Socialista Soviética de Uzbekistán, y simultáneamente, también fue su vicepresidente entre 1987 y 1988. Desde el 12 de enero de 1988 hasta el 23 de junio de 1989, fue Primer Secretario del Partido Comunista de la RSS de Uzbekistán (siendo uno de los pocos Primeros Secretarios de las repúblicas que no fue elegido como miembro del Comité Central del PCUS).
El 6 de junio de 1989, fue elegido presidente del Sóviet de las Nacionalidades en el Sóviet Supremo de la URSS. Entre 1989 y 1991, se desempeñó como diputado del Congreso de los Diputados del Pueblo (un nuevo órgano legislativo que reemplazó al Sóviet Supremo). En septiembre de 1991, se convirtió en asesor del recién establecido presidente de la Unión Soviética, Mijaíl Gorbachov. El 21 de octubre de 1991, de acuerdo con la ley del 5 de septiembre de 1991, "Sobre los órganos del poder y la administración del estado de la URSS en el período de transición", el Sóviet de las Nacionalidades fue reemplazado por un nuevo órgano denominado "Sóviet de las Repúblicas", cambio que, sin embargo, no estaba estipulado en la Constitución. 
Desde noviembre de 1991, se retiró como pensionista. En 1992, publicó un libro con sus memorias. Además, recibió en diciembre de 2015, la Orden del Honor de Rusia, y en enero de 2021 fue condecorado con la Orden de Alejandro Nevski.
Falleció el 11 de enero de 2023, a los 97 años.

## Familia
Se casó con Rano Nazarova, Candidata de Ciencias Históricas, con quien tuvo dos hijas, Munir y Firuza.